# Sonja Erfurth
Sonja Erfurth, född Wallentin 1918, död 2007 var en svensk litteraturvetare.

## Priser och utmärkelser
- Harry Martinson-priset 1988